# Soulier d'or belge 1986
Le Soulier d'or 1986 est un trophée individuel, récompensant le meilleur joueur du championnat de Belgique sur l'ensemble de l'année 1986. Ceci comprend donc à deux demi-saisons, la fin de la saison 1985-1986, de janvier à juin, et le début de la saison 1986-1987, de juillet à décembre.

## Lauréat
Il s'agit de la trente-troisième édition du trophée, remporté pour la troisième fois par l'attaquant et capitaine du FC Bruges Jan Ceulemans. Il est sacré pour la deuxième année consécutive, comme seuls Paul Van Himst et Wilfried Van Moer l'ont réussi avant lui. Il égale ce dernier avec trois Souliers d'Or, à une longueur du record de Van Himst. Le FC Bruges termine à nouveau vice-champion derrière le Sporting d'Anderlecht, mais ce sont surtout ses performances à la Coupe du monde 1986 qui lui permettent de décrocher le trophée avec une confortable avance. Le deuxième, Juan Lozano, le milieu de terrain espagnol d'Anderlecht, engrange à peine plus de la moitié des points de Ceulemans. Le podium est complété par le gardien du Standard de Liège Gilbert Bodart.
Le lauréat 1984, Enzo Scifo, est loin derrière bien qu'il ait été élu « Meilleur jeune joueur de la Coupe du monde », recevant peu de soutien de la presse flamande.

## Top-3
| Place | Joueur         | Nationalité | Club(s)           | Points |
| ----- | -------------- | ----------- | ----------------- | ------ |
| 1.    | Jan Ceulemans  |             | FC Bruges         | 430    |
| 2.    | Juan Lozano    |             | RSC Anderlecht    | 219    |
| 3.    | Gilbert Bodart |             | Standard de Liège | 181    |

## Sources
- (nl) Cet article est partiellement ou en totalité issu de l’article de Wikipédia en néerlandais intitulé « Belgische Gouden Schoen 1986 » (voir la liste des auteurs).